# Гукас, Мэтт
Мэттью Джордж Гукас младший (англ. Matthew George Guokas Jr.; род. 25 февраля 1944, Филадельфия, Пенсильвания) — американский профессиональный баскетболист и тренер. Его отец, Мэтт старший, и дядя, Эл, также играли в НБА.
Гукас и его отец, Мэтт старший, были первым дуэтом отца и сына, которые оба выиграли чемпионаты НБА в качестве игроков; этот подвиг с тех пор повторили Барри (Рик и Брент), Уолтоны (Билл и Люк), Томпсоны (Майкал и Клэй) и Пэйтоны (Гэри и Гэри младший).

## Биография

### Карьера игрока
Гукас играл в студенческую баскетбольную команду Университета Сент-Джозеф, где он установил множество школьных рекордов по передачам и перехватам. Он был признан лучшим игроком Америки в 1966 году и окончил университет в 1967 году. После Гукас был выбран на драфте НБА 1966 года в первом раунде командой «Филадельфия Севенти Сиксерс», играя вместе с Уилтом Чемберленом, Хэлом Гриром, Четом Уокером и Билли Каннингемом, которая завершила восьмилетнюю чемпионскую серию «Бостон Селтикс». Он также играл за «Чикаго Буллз», «Цинциннати Роялз», «Хьюстон Рокетс», «Баффало Брейвз» и «Канзас-Сити Кингз». В сезоне 1972/1973 Гукас занял второе место (после Чемберлена) в НБА по проценту попаданий с игры (с показателем 57,0%).

### Карьера тренера и комментатора
Позже Гукас вернулся в «Сиксерс» в качестве помощника тренера Билли Каннингема и был назначен главным тренером, когда Каннингем завершил карьеру в 1985 году. Он привёл «Сиксерс» к двум вторым местам, но был уволен после плохого старта сезона 1987/1988.
После года отсутствия в игре он стал первым тренером клуба «Орландо Мэджик», руководя командой в течение первых четырёх лет, в последний из которых «Мэджик» были в пределах одной игры от выхода в плей-офф в год новичка Шакила О'Нила. Его общий результат карьеры тренера составляет 230–305 за семь сезонов.
Позже он работал комментатором и спортивным аналитиком для «Мэджик» на кабельных каналах Fox Sports Florida и Sun Sports, работая в паре с ветераном НБА и студенческим спортивным комментатором Дэвидом Стилом. Он комментировал игры «Орландо» с 2004 по 2013 года. Он также был комментатором для трансляций NBC в 1990-х годах и был комментатором для «Кливленд Кавальерс» на кабельном канале Fox Sports Ohio в течение ряда лет в конце 1990-х и начале 2000-х годов.

## Статистика

### Статистика в НБА
| Сезон                                                                                    | Команда                            | Регулярный сезон | Регулярный сезон | Регулярный сезон | Регулярный сезон | Регулярный сезон | Регулярный сезон | Регулярный сезон | Регулярный сезон | Регулярный сезон | Регулярный сезон | Регулярный сезон | Серия плей-офф | Серия плей-офф | Серия плей-офф | Серия плей-офф | Серия плей-офф | Серия плей-офф | Серия плей-офф | Серия плей-офф | Серия плей-офф | Серия плей-офф | Серия плей-офф |
| Сезон                                                                                    | Команда                            | GP               | GS               | MPG              | FG%              | 3P%              | FT%              | RPG              | APG              | SPG              | BPG              | PPG              | GP             | GS             | MPG            | FG%            | 3P%            | FT%            | RPG            | APG            | SPG            | BPG            | PPG            |
| ---------------------------------------------------------------------------------------- | ---------------------------------- | ---------------- | ---------------- | ---------------- | ---------------- | ---------------- | ---------------- | ---------------- | ---------------- | ---------------- | ---------------- | ---------------- | -------------- | -------------- | -------------- | -------------- | -------------- | -------------- | -------------- | -------------- | -------------- | -------------- | -------------- |
| 1966/67                                                                                  | Филадельфия                        | 69               | -                | 11,7             | 38,9             | -                | 60,5             | 1,2              | 1,5              | -                | -                | 3,0              | 15             |                | 16,8           | 40,6           | -              | 76,5           | 2,0            | 1,5            | -              | -              | 4,3            |
| 1967/68                                                                                  | Филадельфия                        | 82               | -                | 19,7             | 48,3             | -                | 77,6             | 2,3              | 2,3              | -                | -                | 6,1              | 13             |                | 25,2           | 38,0           | -              | 74,1           | 3,3            | 2,3            | -              | -              | 6,2            |
| 1968/69                                                                                  | Филадельфия                        | 72               | -                | 11,6             | 42,6             | -                | 66,7             | 1,3              | 1,4              | -                | -                | 3,3              | 5              |                | 20,0           | 40,7           | -              | 80,0           | 2,4            | 1,6            | -              | -              | 5,2            |
| 1969/70                                                                                  | Филадельфия                        | 80               | -                | 19,5             | 45,4             | -                | 71,1             | 2,7              | 2,8              | -                | -                | 6,1              | 2              |                | 11,5           | 75,0           | -              | 100,0          | 1,5            | 0,5            | -              | -              | 6,5            |
| 1970/71                                                                                  | Филадельфия                        | 1                | 0                | 5,0              | -                | -                | -                | 1,0              | 0,0              | -                | -                | 0,0              | Не участвовал  | Не участвовал  | Не участвовал  | Не участвовал  | Не участвовал  | Не участвовал  | Не участвовал  | Не участвовал  | Не участвовал  | Не участвовал  | Не участвовал  |
| 1970/71                                                                                  | Чикаго                             | 78               | 35               | 28,3             | 49,3             | -                | 73,2             | 2,0              | 4,4              | -                | -                | 6,6              | 6              |                | 13,8           | 57,1           | -              | 80,0           | 1,3            | 2,0            | -              | -              | 3,3            |
| 1971/72                                                                                  | Цинциннати                         | 61               |                  | 32,4             | 49,6             | -                | 77,1             | 2,3              | 5,3              | -                | -                | 7,3              | Не участвовал  | Не участвовал  | Не участвовал  | Не участвовал  | Не участвовал  | Не участвовал  | Не участвовал  | Не участвовал  | Не участвовал  | Не участвовал  | Не участвовал  |
| 1972/73                                                                                  | Цинциннати Роялз/Канзас-Сити-Омаха | 79               |                  | 36,0             | 57,0             |                  | 82,2             | 3,1              | 5,1              | -                | -                | 9,1              | Не участвовал  | Не участвовал  | Не участвовал  | Не участвовал  | Не участвовал  | Не участвовал  | Не участвовал  | Не участвовал  | Не участвовал  | Не участвовал  | Не участвовал  |
| 1973/74                                                                                  | Цинциннати Роялз/Канзас-Сити-Омаха | 9                |                  | 35,0             | 49,4             |                  | 66,7             | 2,3              | 4,0              | 0,9              | 0,1              | 10,0             | Не участвовал  | Не участвовал  | Не участвовал  | Не участвовал  | Не участвовал  | Не участвовал  | Не участвовал  | Не участвовал  | Не участвовал  | Не участвовал  | Не участвовал  |
| 1973/74                                                                                  | Хьюстон                            | 39               |                  | 25,8             | 45,8             |                  | 75,0             | 1,5              | 3,4              | 0,7              | 0,4              | 5,3              | Не участвовал  | Не участвовал  | Не участвовал  | Не участвовал  | Не участвовал  | Не участвовал  | Не участвовал  | Не участвовал  | Не участвовал  | Не участвовал  | Не участвовал  |
| 1973/74                                                                                  | Баффало                            | 27               |                  | 20,3             | 55,5             |                  | 50,0             | 1,5              | 2,6              | 0,7              | 0,2              | 4,9              | 6              |                | 14,2           | 53,3           | -              | 75,0           | 1,3            | 2,2            | 0,0            | 0,2            | 3,2            |
| 1974/75                                                                                  | Чикаго                             | 82               | 12               | 25,5             | 51,0             | -                | 75,7             | 1,7              | 2,2              | 0,5              | 0,2              | 7,2              | 13             |                | 15,5           | 34,3           | -              | 87,5           | 1,1            | 0,8            | 0,5            | 0,1            | 2,4            |
| 1975/76                                                                                  | Чикаго                             | 18               | 0                | 15,4             | 48,6             | -                | 81,8             | 0,9              | 1,6              | 0,3              | 0,1              | 4,5              | Не участвовал  | Не участвовал  | Не участвовал  | Не участвовал  | Не участвовал  | Не участвовал  | Не участвовал  | Не участвовал  | Не участвовал  | Не участвовал  | Не участвовал  |
| 1975/76                                                                                  | Канзас-Сити                        | 38               | -                | 13,6             | 37,4             | -                | 56,3             | 1,2              | 1,1              | 0,3              | 0,1              | 2,2              | Не участвовал  | Не участвовал  | Не участвовал  | Не участвовал  | Не участвовал  | Не участвовал  | Не участвовал  | Не участвовал  | Не участвовал  | Не участвовал  | Не участвовал  |
|                                                                                          | Всего                              | 735              | 47               | 22,6             | 48,9             | -                | 72,7             | 2,0              | 3,0              | 0,5              | 0,2              | 5,8              | 60             | -              | 17,9           | 41,7           | -              | 77,6           | 2,0            | 1,6            | 0,4            | 0,1            | 4,2            |
| Наведите курсор мыши на аббревиатуры в заголовке таблицы, чтобы прочесть их расшифровку. |                                    |                  |                  |                  |                  |                  |                  |                  |                  |                  |                  |                  |                |                |                |                |                |                |                |                |                |                |                |

## Результат в качестве тренера
| Команда                     | Сезон      | G   | W   | L    | W–L%                           | Итог                          | PG | PW | PL            | Результат                                      |
| --------------------------- | ---------- | --- | --- | ---- | ------------------------------ | ----------------------------- | -- | -- | ------------- | ---------------------------------------------- |
| Филадельфия Севенти Сиксерс | 1985/86    | 82  | 54  | 28   | .659                           | 2-е в Атлантическом дивизионе | 12 | 6  | 6             | Проигрыш в полуфинале Восточной конференции    |
| Филадельфия Севенти Сиксерс | 1986/87    | 82  | 45  | 37   | .549                           | 2-е в Атлантическом дивизионе | 5  | 2  | 3             | Проигрыш в Первом раунде Восточной конференции |
| Филадельфия Севенти Сиксерс | 1987/88    | 43  | 20  | 23   | .465                           | уволен                        | —  | —  | —             | —                                              |
| Орландо Мэджик              |            |     |     |      |                                |                               |    |    |               |                                                |
| 1989/90                     | 82         | 18  | 64  | .220 | 7-е в Центральном дивизионе    | —                             | -— | —  | не участвовал |                                                |
| 1990/91                     | 82         | 31  | 51  | .378 | 4-е в Среднезападном дивизионе | —                             | —  | —  | не участвовал |                                                |
| 1991/92                     | 82         | 21  | 61  | .256 | 7-е в Атлантическом дивизионе  | —                             | —  | —  | не участвовал |                                                |
| 1992/93                     | 82         | 41  | 41  | .500 | 4-е в Атлантическом дивизионе  | —                             | —  | —  | не участвовал |                                                |
| За карьеру                  | За карьеру | 535 | 230 | 305  | .430                           | —                             | 17 | 8  | 9             | —                                              |

## Личная жизнь
Отец Гукаса (Мэтт старший), дядя (Эл) и сын (Мэтт III) играли за университет Сент-Джозефс.